# Moog Subharmonicon
Moog Subharmonicon es un sintetizador politonal y poli-rítmico semi-modular que fue lanzado a la venta en 2020. El sintetizador cuenta con dos osciladores analógicos con dos subarmónicos afinables. Además, emplea un motor de sonido de 6 tonos y un generador de reloj de múltiples capas que permiten explorar el mundo de los subarmónicos, los poli-ritmos y las relaciones que surgen.
El Moog Subharmonicon tiene un diseño específico para explorar secuencias que se despliegan y tienen una evolución dependiente del paso del tiempo. Dichas secuencias tienen un movimiento espiral que pasa por los acordes de los 6 tonos subarmónicos que utiliza el motor de sonido.

## Orígenes experimentales
El Subharmonicon de Moog fue inspirado por el sistema matemático para la composición de música de Joseph Schillinger. Asimismo, está influenciado por dos innovaciones analógicas de los años 30 y 40 del siglo XX. Una de ellas es el “Mixtur-Trautonio” o Trautonio inventado por Friedrich Trautwein en Berlín en 1930. Este sintetizador electrónico empleaba una serie de osciladores subarmónicos para generar tonos electrónicos y funcionaba mediante la división de frecuencias del oscilador principal.
La segunda innovación analógica fue el Rhythmicon. Este era un instrumento capaz de sonar simultáneamente múltiples generadores poli-rítmicos que tuvieran una relación armónica en común. Fue inventado en octubre de 1931 por el compositor americano Henry Cowell y el inventor ruso León Theremin en Estados Unidos. El rhythmicon podía ejecutar 15 ritmos a partir de una nota base. La velocidad de los ritmos generados aumentaba cuando se aceleraba el ritmo primario.

## Series
Series de subtonos y subarmónicos
Las series subtonales o subarmónicas se generan como resultado de la división de la frecuencia fundamental inicial (f) entre valores enteros sucesivos. A diferencia de los sobretodos que aparecen naturalmente en sonidos acústicos, los subtonos tienen que ser creados mediante métodos más extremos o artificiales como puede ser el circuito eléctrico. 

###### Series politonales
Los poli-ritmos surgen de la ejecución de varios ritmos al mismo tiempo. A partir de la reproducción simultánea de estos patrones rítmicos, surgen frases musicales complejas entrelazadas. Para lograr esto, cada generador rítmico del Subharmonicon  divide el tempo del patrón rítmico base (t) entre un valor íntegro para poder crear nuevos. 

## Estructura y componentes[6]
El Moog Subharmonicon se compone de seis fuentes de sonido: dos VCOs analógicos y cuatro osciladores subarmónicos. Cada tono subarmónico se deriva matemáticamente de uno de los dos VCOs principales. Asimismo, está incorporada una cuantización que marca los intervalos exactos con varios sistemas de afinación. Las formas distintivas de los acordes de este sintetizador son son animadas viajes un par de secuenciadores poli-rítmicos de cuatro pasos. Los secuenciadores están cronometrados por hasta cuatro generadores de ritmo los cuales emiten divisiones matemáticas del tempo base. Es así como al colocar distintos generadores de ritmo sobre otros se crean los poli-ritmos con los cuales se pueden obtener nuevos patrones. Asimismo, el Subharmonicon tiene integrado generadores de envolvente duales y un filtro escalera propio de la compañía Moog.  
El patchbay incorporado es de 32 puntos y 3,5 milímetros y es capaz de conectarse a sí mismo. Aun así, se puede interconectar con otros equipos compatibles de la misma compañía como el Mother-32 y el DFAM o también con los de otras marcas que tengan una compatibilidad con Eurorack que es un adaptador MIDI tipo A con entradas DIN a MIDI de 3,5 milímetros. Por lo tanto, puede ser utilizado independientemente como sintetizador o instalado con los equipos antes mencionados. 

#### Panel[7]
En la parte superior izquierda, están posicionados los dos secuenciadores de cuatro notas. En el mismo lado, en la parte inferior se encuentran unas perillas para controlar las divisiones de los poli-ritmos en el tempo base o general. En la parte central superior, se localizan los dos osciladores VCO analógicos y por debajo de ellos hay dos subosciladores relacionados con la frecuencia fundamental de los osciladores. Asimismo, en la parte inferior se posicionan volúmenes independientes para los cuatro osciladores subarmónicos. En el lado derecho del instrumento están colocadas más perillas que controlan el cutoff (frecuencia de corte), la resonancia (ligada al filtro de escalera previamente mencionado) y los VCAs y VCFs de ataque y decadencia. Finalmente en el extremo derecho del sintetizador está integrada la bahía de entradas y salidas.